# جینفر فالک
جینفر فالک (سوئدی: Jennifer Falk؛ زادهٔ ۲۶ آوریل ۱۹۹۳) بازیکن فوتبال اهل سوئد است.
وی در مسابقات کشوری و بین‌المللی در مجموع برندهٔ ۱ مدال نقره شده‌است.